# Boroșneu Mare
Boroșneu Mare (en hongrois: Nagyborosnyó) est une commune roumaine du județ de Covasna dans le Pays sicule en Transylvanie. Elle est composée des six villages suivants :
- Boroșneu Mare, siège de la commune
- Boroșneu Mic (Kisborosnyó)
- Doboli de Sus (Feldoboly)
- Leț (Lécfalva)
- Țufalău (Cófalva)
- Valea Mică (Kispatak)

## Localisation
Borosneu Mare est situé au centre du județ de Covasna, à l'est de la Transylvanie, au pied des Monts Întorsurii, à 21 km de Sfântu Gheorghe (Sepsiszentgyörgy).
- Église réformée du village de Dobolii de Sus (construction XVe siècle), monument historique
- Manoir Veress (construite en 1794), monument historique
- Site archéologique de Boroșneu Mare
- Site archéologique Borzvára du village de Boroșneu Mic
- Site archéologique Várhegy du village de Leț
- Réserve naturelle Mestecănișul de la Reci (aire protégée avec une superficie de 34 ha)